# 김영구 (희극인)
김영구(1989년 7월 25일 ~ )은 대한민국의 희극 배우이다.
```
급식왕에서 구구쌤의 아버지이자 급식왕 학교의 교장 머머리쌤역을 맡았다가 현재는 하차하였다.
```

## 학력
- 진건고등학교

## 출연

### TV
- 웃찾사 (SBS)
  - 〈막둥이〉
  - 〈부담스런 거래〉
  - 〈뽀샵 사진관〉손님 역
  - 〈하지말어〉
- 일요일이 좋다 런닝맨 (SBS)
- 스탠드 업 (KBS2)
- 아내의 맛 (TV조선) - 143회 VCR 출연 (홍현희 & 제이쓴 부부 편)
- 와카남 (TV조선)

### 뮤직비디오
- 배드키즈 - 바밤바